# Thomas Mitchell (trener)
Thomas Brown Mitchell (ur. 1843 w Dumfries w Szkocji, zm. sierpień 1921 w Blackburn w Anglii) – brytyjski menadżer piłkarski, pięciokrotny zdobywca FA Cup.

## Wczesne lata
Thomas Mitchell urodził się w Dumfries, lecz w 1867 roku przeniósł się za południową granicę.

## Blackburn Rovers
W 1884 roku Mitchell został sekretarzem-menadżerem w Blackburn Rovers. W ciągu ośmiu sezonów (lata 1884-1891) pięć razy zdobywał FA Cup. Ostatni puchar zdobył w 1891 roku w finale pokonując Notts County prowadzone przez Davida Calderheada.
Mitchell prowadził Blackburn przez dwanaście lat, aż do 1896 roku.

## Arsenal
Mitchell przybył do Woolwich Arsenal w 1897 roku. Wcześniej, po klęsce z Millwall w FA Cup klub zdecydował się zatrudnić profesjonalnego menadżera i wybór padł właśnie na Mitchella. Istnieją pewnie wątpliwości czy był pierwszym, czy drugim menadżerem w historii Arsenalu. Na oficjalnej stronie klubu jako pierwszy menadżer zapisany jest Sam Hollis, lecz inne źródła historyczne podają, że Hollis był tylko trenerem i to Mitchell był pierwszym menadżerem klubu – potwierdza to oficjalna historia klubu oraz inne źródła.
Niezależnie od tego czy to Hollis był pierwszym menadżerem, wiadomo jednak, że Mithcell był pierwszym profesjonalnym menadżerem w historii klubu. Jednakże jego przygoda z Arsenalem trwała niecały sezon i pomimo iż zajmował 5. miejsce w tabeli Second Division sezonu 1897-98 nie zagrzał on długo miejsca w klubie. Mitchell zrezygnował z posady menadżera Arsenalu 10 marca 1898, a później powrócił do Blackburn Rovers. Zmarł w Blackburn, w sierpniu 1921, w wieku 78 lat.